# NGC 5478
NGC 5478 је спирална галаксија у сазвежђу Девица која се налази на NGC листи објеката дубоког неба.
Деклинација објекта је - 1° 42' 8" а ректасцензија 14h 8m 8,5s. Привидна величина (магнитуда) објекта NGC 5478 износи 13,7 а фотографска магнитуда 14,5. NGC 5478 је још познат и под ознакама UGC 9034, MCG 0-36-19, CGCG 18-55, UM 636, IRAS 14055-0127, PGC 50430.